# Manila Esposito
Manila Esposito, née le 2 novembre 2006 près de Naples en Italie, est une gymnaste artistique italienne.
Elle participe aux championnats d'Europe 2023 et y remporte la médaille d'argent à la poutre, ainsi que par équipe.
Elle remporte quatre médailles d'or aux championnats d'Europe 2024 : par équipe, à la poutre, aux exercices au sol et au concours général.
Aux Jeux olympiques de 2024 à Paris, elle remporte la médaille d'argent par équipe, et remporte également, à titre individuel, la médaille de bronze à la poutre.

## Biographie
Manila Esposito commence la compétition internationale senior à quinze ans en 2022 en participant à la DTB Pokal Mixed Cup et remporte la médaille de bronze avec l'équipe italienne derrière les États-Unis et l'Allemagne. Elle participe ensuite au Trophée de la Ville de Jesolo où elle termine dixième au concours général avec un score de 51,200. Elle remporte le titre du concours général au Mémorial Joaquim Blume avec un score de 53,300. Elle remporte ensuite la médaille de bronze au concours multiple du Championnat d'Italie derrière Martina Maggio et Alice D'Amato. Dans les finales par épreuve, elle remporte la médaille d'or individuelle au saut de cheval, la médaille d'argent à la poutre, la médaille de bronze aux barres asymétriques et elle se classe quatrième à l'exercice au sol.
Elle est sélectionnée pour participer aux championnats du monde aux côtés de Maggio, D'Amato, de Giorgia Villa et de Veronica Mandriota. L'équipe se qualifie pour la finale par équipe où elle termine à la cinquième place.
Manila Esposito participe en 2023 à la Coupe du monde de Cottbus au saut de cheval et au sol. Dans la finale du saut de cheval, elle remporte la médaille d'or en concourant avec un Yurchenko 1,5 et un Podkopayeva pour une moyenne de 13,233. Elle remporte la médaille d'argent à la finale au sol derrière la Japonaise Kokufugata Azuki.
Elle prend part aux championnats d'Europe 2024 aux côtés d'Alice D'Amato, d'Asia D'Amato, d'Angela Andreoli et d'Elisa Iorio. Dès le premier jour de compétition, Manila Esposito remporte le concours multiple, devenant ainsi la troisième Italienne à réaliser cet exploit. Lors des finales par épreuve, elle gagne deux autres médailles d'or, remportant la première place à la fois à la poutre et aux exercices au sol. Lors de la dernière journée de compétition, pour la finale par équipe, Manila Esposito contribue aux scores sur les quatre agrès, aidant l'Italie à remporter son troisième titre européen par équipe.
Manila Esposito participe en juillet 2024 aux championnats d'Italie où elle se classe deuxième au concours multiple. À la fin de la compétition, elle est sélectionnée dans l'équipe nationale d'Italie aux Jeux olympiques d'été de 2024 aux côtés d'Alice D'Amato, d'Angela Andreoli, d'Elisa Iorio et de Giorgia Villa.
Aux Jeux Olympiques de 2024 à Paris, Manila Esposito aide l'Italie à se qualifier pour la finale par équipe à la deuxième place. Individuellement, elle se qualifie pour les finales du concours multiple, de la poutre et des exercices au sol. Lors de la finale par équipe, Manila Esposito contribue aux scores au saut de cheval, à la poutre et aux exercices au sol, permettant à l'Italie de terminer deuxième, égalant ainsi le meilleur classement olympique de l'Italie par équipe. Lors de la finale du concours général, Manila Esposito se classe quatorzième. Le dernier jour de compétition, Esposito participe à la finale à la poutre, obtient un score de 14 000 et remporte la médaille de bronze derrière sa compatriote D'Amato et la Chinoise Zhou Yaqin. Manila Esposito se classe par ailleurs neuvième aux exercices au sol.

## Palmarès
| Année  | Compétition                            | Par équipe         | AA                | Saut de cheval     | Barres asym.      | Poutre             | Sol                |
| Junior | Junior                                 | Junior             | Junior            | Junior             | Junior            | Junior             | Junior             |
| ------ | -------------------------------------- | ------------------ | ----------------- | ------------------ | ----------------- | ------------------ | ------------------ |
| 2018   | 1re série italienne A                  | 11                 |                   |                    |                   |                    |                    |
| 2018   | 2e série italienne A                   | 5                  |                   |                    |                   |                    |                    |
| 2018   | 3e série italienne A                   | 7                  |                   |                    |                   |                    |                    |
| 2019   | 2e série italienne A                   | Médaille de bronze |                   |                    |                   |                    |                    |
| 2019   | 3e série italienne A                   | Médaille de bronze |                   |                    |                   |                    |                    |
| 2019   | Sainté Gym Cup                         | Médaille d'argent  | 10                |                    |                   |                    |                    |
| 2019   | Championnats méditerranéens            | Médaille d'or      | 5                 |                    |                   | Médaille de bronze |                    |
| 2020   | 1re série italienne A                  | 6                  |                   |                    |                   |                    |                    |
| 2020   | 2e série italienne A                   | Médaille d'argent  |                   |                    |                   |                    |                    |
| 2020   | 3e série italienne A                   | Médaille d'argent  |                   |                    |                   |                    |                    |
| 2020   | Championnats d'Italie                  |                    | 9                 | Médaille d'argent  | 7                 |                    |                    |
| 2021   | 1re série italienne A                  | Médaille d'argent  |                   |                    |                   |                    |                    |
| 2021   | 2e série italienne A                   | Médaille d'or      |                   |                    |                   |                    |                    |
| 2021   | 3e série italienne A                   | Médaille de bronze |                   |                    |                   |                    |                    |
| 2021   | Concours FIT                           | Médaille d'or      | Médaille d'or     | Médaille d'or      | Médaille d'argent |                    | Médaille d'or      |
| 2021   | Championnats d'Italie                  |                    | 6                 | Médaille d'argent  |                   | Médaille d'argent  |                    |
| 2021   | Élite Gym Massilia                     | Médaille d'or      | 6                 |                    |                   |                    |                    |
| Senior |                                        |                    |                   |                    |                   |                    |                    |
| 2022   | 1re série italienne A                  | Médaille d'argent  |                   |                    |                   |                    |                    |
| 2022   | 2e série italienne A                   | Médaille d'argent  |                   |                    |                   |                    |                    |
| 2022   | DTB Pokal Stuttgart                    | Médaille de bronze |                   |                    |                   |                    |                    |
| 2022   | City of Jesolo Trophy                  |                    | 10                |                    |                   |                    |                    |
| 2022   | 3e série italienne A                   | Médaille d'argent  |                   |                    |                   |                    |                    |
| 2022   | Championnats du monde                  | 5                  |                   |                    |                   |                    |                    |
| 2023   | 1re série italienne A                  | Médaille d'argent  |                   |                    |                   |                    |                    |
| 2023   | Cottbus World Cup                      |                    |                   | Médaille d'or      |                   |                    | Médaille d'argent  |
| 2023   | 2e série italienne A                   | Médaille d'argent  |                   |                    |                   |                    |                    |
| 2023   | City of Jesolo Trophy                  | Médaille d'or      | Médaille d'or     | Médaille de bronze |                   |                    |                    |
| 2023   | Championnats d'Europe                  | Médaille d'argent  | 12                |                    |                   | Médaille d'argent  |                    |
| 2023   | Championnats d'Italie                  |                    | Médaille d'argent |                    | 4                 | Médaille d'or      |                    |
| 2023   | Championnats du monde                  | 5                  | 9                 |                    |                   |                    |                    |
| 2023   | Coupe de Suisse                        | 4                  |                   |                    |                   |                    |                    |
| 2024   | City of Jesolo Trophy                  | Médaille d'or      | 5                 |                    |                   |                    | Médaille de bronze |
| 2024   | Championnats d'Europe                  | Médaille d'or      | Médaille d'or     |                    |                   | Médaille d'or      | Médaille d'or      |
| 2024   | Championnats d'Italie                  |                    | Médaille d'argent |                    |                   | Médaille de bronze | Médaille d'argent  |
| 2024   | Jeux olympiques                        | Médaille d'argent  | 14                |                    |                   | Médaille de bronze | 9                  |
| 2025   | City of Jesolo Trophy                  | Médaille d'or      | Médaille d'or     |                    |                   | Médaille d'or      | 4                  |
| 2025   | Championnats d'Europe                  | Médaille d'or      | Médaille d'or     |                    |                   |                    |                    |
| 2025   | Championnats d'Europe par équipe mixte | Médaille de bronze | NC                | NC                 | NC                | NC                 | NC                 |